# Detective Comics
Detective Comics – amerykańska seria komiksów z udziałem postaci Batmana, który zadebiutował na łamach dwudziestego siódmego numeru pisma w maju 1939 roku. Od skrótu tego czasopisma pochodzi nazwa jego wydawcy – DC Comics (pierwotnie nosiło ono nazwę Detective Comics, Inc.). Wydawana od maja 1937 roku, Detective Comics jest najdłużej wydawaną serią komiksową w Stanach Zjednoczonych, za co została uhonorowana wpisem do Księgi rekordów Guinnessa. Detective Comics, obok Action Comics (komiksów z udziałem Supermana), jest sztandarową serią wydawniczą wydawnictwa DC Comics.

## Historia

### Wczesna historia
Pierwszy numer Detective Comics ukazało w maju 1937 roku nakładem Detective Comics, Inc. (spółki wydawnictwa National Allied Publications i Harry’ego Donenfelda). Z początku komiks był antologią inspirowaną popularnymi w tamtych czasach historiami z powieści detektywistycznych z nurtu hardboiled i magazynów pulpowych. Mimo to ukazujący się tam bohaterowie nie zdobywali szczególnej popularności. Najbardziej wyróżniającymi się postaciami byli Crimson Avenger i stworzona przez scenarzystę Jerry’ego Siegela i rysownika Joe Shustera (duet twórców późniejszego Supermana), postać twardego prywatnego detektywa – Slama Bradleya.

### Batman
Wraz z debiutem Supermana w Action Comics vol. 1 #1 (czerwiec 1938) narodził się gatunek komiksów o superbohaterach. Wydawcy zaczęli szukać nowych kostiumowych pogromców zbrodni, którzy przyciągnęliby nowych czytelników. Wówczas redaktor Vin Sullivan spotkał się z młodym rysownikiem – Bobem Kane’em, który wspólnie ze scenarzystą  Billem Fingerem opracowali nową, bardziej mroczną niż Superman postać. Stworzony przez nich Batman miał być kombinacją cech różnych postaci: bohater był przede wszystkim wzorowany na Zorro, którego znał z oglądanej w młodości ekranizacji jego przygód, zatytułowanej Znak Zorro (The Mark of Zorro) z 1920 roku (odtwórcą tytułowej roli był Douglas Fairbanks), postaci ze słuchowiska radiowego – Shadow, oraz postaci złoczyńcy z filmu The Bat Whispers z 1930 roku (skąd zaczerpnął ideę kostiumu nietoperza). Sullivan nabył postać, która przez kilka pierwszych numerów była nazywana „Bat-Man”. Debiut superbohatera miał miejsce w historii The Case of the Chemical Syndicate z komiksu Detective Comics vol. 1 #27.
Batman bardzo szybko zyskał popularność, mimo nieco surowego stylu rysowania Kane’a. W Detective Comics vol. 1 #33 Bill Finger zaprezentował jedną z najbardziej znanych opowieści w historii tego komiksu. W historii komiksowej zatytułowanej The Batman and How He Came to Be ukazał Bruce’a Wayne’a (alter ego Batmana), bogatego playboya, który został mścicielem w wyniku traumatycznych przeżyć z dzieciństwa, kiedy to jako dziecko był świadkiem morderstwa swoich rodziców z ręki bandyty.
W kolejnych numerach rozbudowywano franczyzę Batmana, dodając nowe watki. W latach 40. XX wieku na łamach Detective Comics zadebiutowali tacy znani antagoniści Mrocznego Rycerza jak: Hugo Strange (Detective Comics vol. 1 #36), Clayface (Detective Comics vol. 1 #40), Penguin (Detective Comics vol. 1 #58), oraz Two Face (Detective Comics vol. 1 #66). Najważniejsza innowacją w serii było wprowadzenie w Detective Comics vol. 1 #38 (kwiecień 1940) postaci młodego pomagiera Batmana – Robina. Wraz z wprowadzeniem tej postaci sprzedaż wzrosła prawie dwukrotnie. Jego popularność szybko przyczyniła się spotykanej w okresie tzw. Złotej Ery Komiksu mody na superbohaterów, którym towarzyszą nastoletni pomocnicy.
W 1940 roku na wszystkich publikacjach National Allied Publications zaczęło pojawiać się logo zawierające litery „DC”. Lata później nazwa firmy została oficjalnie zmieniona na DC Comics na cześć swojego sztandarowego tytułu z Batmanem. W latach 50. czasopismo zmieniło ton z mrocznego na bardziej lekki, przez co ukazujące się w nim historie stały się bardziej fantastycznonaukowe i mniej poważne. Przełom nastąpił wraz Detective Comics vol. 1 #327 (1964), gdyż historie z Batmanem odzyskały pierwotny ton. W 2008 seria doczekała się 850 numeru.

### Pozostałe historie
Przez lata w serii debiutowały inne postacie niezwiązane z Batmanem. W Detective Comics vol. 1 #64 została wprowadzona przez Joe Simona i Jacka Kirby'ego drużyna Boy Commandos. Martian Manhunter pierwszy raz pojawił się komiksie Detective Comics vol. 1 #225. Kolejnymi znanymi bohaterami DC Comics, które zadebiutowały w Detective Comics były Elongated Man oraz Roy Raymond (TV Detective).

### Batwoman
W 2009 roku gwiazdą czasopisma stała się przywrócona w komiksie 52 postać Batwoman (ukazana odtąd jako lesbijka) i towarzysząca jej postać Question. Batwoman została wprowadzona do Detective Comics w zastępstwie Batmana, który był wówczas nieobecny w uniwersum DC z powodu poniesionej śmierci. Batman znów stał się głównym bohaterem serii na początku 2010 roku.

### New 52
We wrześniu 2011 roku, wraz zakończeniem crossoveru pod tytułem Flashpoint, zaszły gruntowne zmiany w postaci numeracji wszystkich serii (52 tytuły DC Comics ukazały się z numerem 1 na okładce). Pierwszym scenarzystą odnowionej serii Detective Comics został Tony Daniel, jednak opuścił ją po dwunastu numerach.